# Nathan Aké
Nathan Benjamin Aké (født 18. februar 1995) er en hollandsk professionel fodboldspiller, som spiller for Premier League-klubben Manchester City og Hollands landshold. 

## Klubkarriere
Aké var ungdomsspiller i Feyenoord fra 2007, men skiftede til Chelseas ungdomshold i 2011 og fik som 17-årig sin debut på Chelseas førstehold i en kamp mod Norwich City F.C. 26. december 2012. Nathan Aké vandt også Chelsea youngster of the year. I sommeren 2017 udskiftede han den blå trøje med en stribet for en rekordsum på 20 millioner pund.

## Landsholdskarriere
Han har spillet på Hollands U/17- og U/19-landshold, hvor han har været anfører.